# 达维德·沃莱克
达维德·沃莱克（捷克語：David Volek，1966年8月16日—），捷克前男子冰球运动员。他曾代表捷克斯洛伐克国家队参加1988年冬季奥林匹克运动会冰球比赛，获得第六名。